# Густав Фен
Густав Фен (нім. Gustav Fehn; нар. 21 лютого 1892, Нюрнберг — пом. 5 червня 1945, Любляна) — німецький воєначальник часів Третього Рейху, генерал танкових військ Вермахту (1942). Кавалер Лицарського хреста Залізного хреста (1940). Учасник Першої та Другої світових війн; за часів Другої світової війни командував піхотними, гірсько-піхотними та танковими з'єднаннями і об'єднаннями.

## Біографія
Густав Фен народився 21 лютого 1892 в Нюрберзі. Військову службу розпочав 24 липня 1911 року, поступивши до 67-го піхотного полку імперської армії.
Військова кар'єра
- 24 липня 1911 — фанен-юнкер
- 22 травня 1912 — фенріх
- 27 січня 1913 — лейтенант
- 18 квітня 1916 — обер-лейтенант
- 1 січня 1923 — гауптман
- 1 квітня 1933 — майор
- 1 грудня 1935 — оберст-лейтенант
- 1 квітня 1938 — оберст
- 1 серпня 1940 — генерал-майор
- 1 серпня 1942 — генерал-лейтенант
- 1 листопада 1942 — генерал танкових військ

За часів Першої світової війни командир піхотного взводу, роти, ад'ютант полку у військах, що билися на Західному фронті. У 1917 виконував обов'язки командира батальйону 98-го піхотного полку.
У післявоєнний час з 1919 до 1934 на різних посадах у піхотних й гірсько-піхотних військах Веймарської республіки: командир роти, ад'ютант полку, бригади, дивізії. З 1 січня 1935 — інструктор у піхотній школі в Дрездені. 1 грудня 1935 призначений командиром І-го піхотного батальйону 33-го піхотного полку Вермахту.
З 1 квітня 1939 оберст Густав Фен командир 33-го моторизованого полку 4-ї танкової дивізії, на чолі якого брав участь у бойових діях Польської кампанії 1939 року. Його моторизований полк бився з польськими військами біля Мокрої, під час штурму Варшави здійснив спробу захопити з ходу варшавське передмістя Охота, але ця атака не мала успіху й німецькі війська змушені були відступити. Далі бився в битві на Бзурі.
У війні у Франції в травні 1940, Г.Фен зі своїм полком змагався з бельгійськими, французькими та експедиційними британськими військами у Бельгійській кампанії, брав участь у Дюнкерській битві. У червні при виконанні плану операції «Рот», моторизований полк швидкими темпами просувався разом з дивізією по Франції, поки не досяг району Гренобля, де німецькі війська зупинилися, після того, як Франція остаточно капітулювала.
28 липня 1940 оберст Фен став командиром 4-ї моторизованої бригади 4-ї танкової дивізії, якою керував до 16 листопада 1940, виконуючи окупаційні функції на французькій території.
25 листопада 1940 генерал-майор Г.Фен призначений на посаду командира 5-ї танкової дивізії, командуючи якою він взяв найактивнішу участь у вторгненні до Радянського Союзу. 22 червня 1941 танкова дивізія генерала Фена увірвалася з військами XXIV-го моторизованого корпусу Л.фон Швепенбурга 2-ї танкової групи Вермахту, форсувавши Буг, південніше Берестя до Західної Білорусі й, діючи на вістрі сил вторгнення, швидко просувалася вглиб радянської території. За перший день боїв передові підрозділи дивізії пройшли 65 км й дісталися населеного пункту Кобринь. В результаті блискавичного наступу танкових ударних груп німецької армії у котлі біля Мінську було захоплено у полон близько 300 000 радянських військових Західного фронту.
У подальшому війська дивізії генерала Фена брали участь у Вітебській битві, а після наказу Гітлера про підтримку групи армій «Південь», вирушила на столицю України, і разом з військами, що діяли на цьому стратегічному напрямку, билася під Києвом, де знову утворила черговий «котел», в який потрапило близько 665 000 радянських солдатів та офіцерів.
У вересні 1941 5-та танкова дивізія прискореним маршем повернулася до складу ударного угруповання німецької групи армій «Центр».
30 вересня 1941 2-га танкова група ударом на стику 13-ї армії і оперативної групи генерал-майора А. М. Єрмакова Брянського фронту розпочала наступ на південному фасі групи армій, й незабаром прорвала оборону радянських військ.
1 жовтня, кинувши в наступ XXIV-й моторизований корпус, німецькі війська почали розвивати досягнутий успіх в напрямі Севськ — Орел — Тула. Радянський фронт було прорвано на всю глибину, нацистські війська просунулися на 60 кілометровому фронті майже на 100 кілометрів вглиб. 3 жовтня передові частини німецьких військ опанували Орел. За 4 дні танкова група Гудеріана просунулася вглиб радянської оборони на 200 кілометрів. На початковій стадії операції «Тайфун», частини 5-ї танкової дивізії разом з іншими формуваннями, знову вщент розгромили радянські війська, захопивши у полон близько 108 000 військовослужбовців Червоної армії.
В подальшому частини танкової дивізії генерал-майора Г.Фена билися на московському напрямку, в боях під Тулою, Сталіногорськом. На початку грудня 5-та танкова дивізія вела запеклі оборонні бої на своєму напрямку, намагаючись стримати наступ радянських військ під Москвою. Через значні втрати у живій силі та техніці (в дивізії лишилося тільки 25 справних танків), була відведена у тил, в район Орла, де розпочала процес доукомплектування та відновлення боєздатності.
Протягом 1942 війська під командуванням Фена вели спорадичні бойові дії на орловсько-брянському напрямку. З 1 жовтня 1942 генерал-лейтенант Г.Фен призначений командиром XXXX-го танкового корпусу, що бився на Північному Кавказі на річці Терек. 1 листопада 1942 за успішне керівництво танковими формуваннями у ході бойових дій на Східному фронті, Г.Фену присвоєне чергове звання — генерал танкових військ.
Але, вже через місяць генерал Г.Фен відкликаний до резерву фюрера, й незабаром призначений командиром німецького танкового корпусу «Африка», що бився в складі Німецько-італійської танкової армії генерал-фельдмаршала Е.Роммеля, проти британців на Північно-Африканському театрі. 16 листопада 1942 генерал танкових військ Фен прийняв посаду командира танкового корпусу, яким прокомандував 2 місяці. Водночас, нетривалий період був командувачем об'єднаної італійсько-німецької армії замість фельдмаршала Роммеля.
15 січня 1943, внаслідок отриманого в бою поранення, Г.Фен відправлений до Німеччини, де проходив курс лікування до середини літа 1943 року.
З 1 липня 1943 генерал Г.Фен знову на Східному фронті, він призначений командиром XXVI-го армійського корпусу, що вів бойові дії на північному фланзі німецько-радянського фронту. Війська корпусу займали потужні рубежі оборони на найважливішій ділянці обложеного Ленінграду — в районі Мги, поблизу вузького перешийку, що пробили радянські війська взимку 1943 року поздовж Ладозького озера.
З 20 жовтня 1943 виведений у резерв ОКХ, далі отримав призначення на посаду командира XXI-го гірського корпусу, який боровся з югославськими партизанами в окупованої Сербії та Хорватії. На чолі цього гірського корпусу перебував до 20 липня 1944, згодом призначений командиром наступного — XV-го гірського корпусу Вермахту. Командир XV-го корпусу генерал танкових військ Г.Фен бився на Югославському фронтові до закінчення Другої світової війни, доки 8 травня не капітулювали усі німецькі частини на цьому театрі дій.
Генерал Густав Фен був захоплений у полон югославськими партизанами й розстріляний без суду та слідства.

## Нагороди
- Залізний хрест
  - 2-го класу (30 вересня 1914)
  - 1-го класу (27 липня 1915)
- Нагрудний знак «За поранення» в чорному (травень 1918)
- Ганзейський Хрест (Гамбург) (12 листопада 1918)
- Військовий Хрест Фрідріха-Августа (Ольденбург) 2-го і 1-го класу з вінком (25 квітня 1919) — отримав 2 нагороди одночасно.
- Почесний хрест ветерана війни з мечами
- Медаль «За вислугу років у Вермахті» 4-го, 3-го, 2-го і 1-го класу (25 років) (1 грудня 1936) — отримав 4 нагороди одночасно.
- Застібка до Залізного хреста
  - 2-го класу (20 вересня 1939)
  - 1-го класу (12 жовтня 1939)
- Лицарський хрест Залізного хреста (5 серпня 1940)
- Нагрудний знак «За танкову атаку» в сріблі
- Німецький хрест в золоті (7 липня 1942)
- Медаль «За зимову кампанію на Сході 1941/42» (8 вересня 1942)
- Нарукавна стрічка «Африка»
- Орден «Святий Олександр», великий офіцерський хрест з мечами (Болгарія)